# Clint Robinson
Clint Robinson (n. 27 iulie 1972, Brisbane, Queensland, Australia) este un surfer ce a reprezentat Australia, medaliat olimpic. A participat la 5 ediții ale Jocurilor Olimpice (1992, 1996, 2000, 2004, 2008) în care a câștigat o medalie de aur, o medalie de argint și o medalie de bronz.